# 피아노 협주곡 2번 (멘델스존)

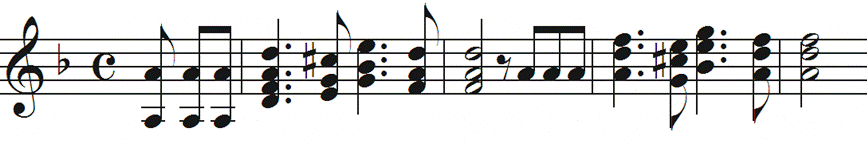

피아노 협주곡 2 번 D 단조, Op. 40은 펠릭스 멘델스존이 1837년에 작곡했으며 그해 9월 21일 버밍엄 페스티벌에서 초연되었으며 멘델스존의 오라토리오 St. Paul 의 초연도 있었다. 협주곡의 길이는 약 25분이며 피아노 독주, 플루트 2개, 오보에 2개, 클라리넷 2개, 바순 2개, 호른 2개, 트럼펫 2개, 팀파니 및 현악기로 연주된다.
멘델스존에게는 이례적으로 피아노 협주곡 2번이 그에게 많은 노력을 기울였다. 그 기원은 결혼 직후의 기간으로 거슬러 올라간다. 그가 피아노와 관현악을 위해 작곡한 다른 어떤 작품보다 협주곡을 위한 원고가 더 많다는 사실이 그 작업의 고단함을 보인다. 이 작품에 대한 작업은 1837년 4월부터 9월 초까지 지속되었지만, 그의 진전이 충분히 중요하여 8월 초 에 그의 출판사인 Breitkopf &amp; Härtel에게 이 작품을 언급할 만큼 자신감을 느꼈다. 멘델스존이 출판 협상에 적극적으로 나선 것은 버밍엄 초연과 라이프치히 게반트하우스 에서의 두 번째 공연이 있은 지 6주가 지난 11월 초였다. 그는 그 달까지 계속해서 악보 작업을 했고 12월 12일에 최종 악보를 출판사에 전달했다. 출판사는 1838년 5월 11일 작곡가에게 악보의 증거를 보냈고 작곡가는 그 직후에 복사한 버전을 반환하겠다고 약속했다. 그 작품은 그해 여름에 출판되었지만 멘델스존은 그 결과에 만족하지 못하고 제목 페이지가 독일어가 아닌 프랑스어로 되어 있다고 불평했다.